# Здзеці-Старі
Здзеці-Старі (пол. Zdzieci Stare) — село в Польщі, у гміні Поланець Сташовського повіту Свентокшиського воєводства.
Населення — 216 осіб (2011).
У 1975-1998 роках село належало до Тарнобжезького воєводства.

## Демографія
Демографічна структура на день 31 березня 2011 року:
|          | Загалом | Допрацездатний вік | Працездатний вік | Постпрацездатний вік |
| -------- | ------- | ------------------ | ---------------- | -------------------- |
| Чоловіки | 111     | 25                 | 72               | 14                   |
| Жінки    | 105     | 25                 | 52               | 28                   |
| Разом    | 216     | 50                 | 124              | 42                   |